# Aaron Dell
Pour les articles homonymes, voir Dell (homonymie).
Aaron Dell (né le 4 mai 1989 à Airdrie dans la province d'Alberta au Canada) est un joueur professionnel canadien de hockey sur glace. Il évolue au poste de gardien de but.

## Biographie
Il a joué au niveau junior pour les Canucks de Calgary dans l'AJHL avant de jouer comme universitaire avec les Fighting Sioux de l'Université du Dakota du Nord. 
Après trois saisons à l'université, il passe professionnel en 2012 en jouant pour les Americans d'Allen de la Ligue centrale de hockey et il aide l'équipe à remporter le championnat, mettant ainsi la main sur la coupe du président Ray-Miron. La saison suivante, en 2013-2014, il garde les buts des Grizzlies de l'Utah dans l'ECHL, mais il prend également part à 6 matchs via un prêt avec le Heat d'Abbotsford, qui évolue dans la LAH. 
Après avoir commencé la saison 2014-2015 avec les Americans, qui évoluent désormais dans l'ECHL, il signe en novembre 2014 avec les Sharks de Worcester dans la LAH. Le 1er mars 2015, il signe avec les Sharks de San José, équipe de la LNH qui sont liés avec Worcester.
Après avoir passé une autre saison dans la LAH, il devient le gardien no 2 des Sharks de San José en vue de la saison 2016-2017 en étant l'adjoint de Martin Jones. Il joue son premier match dans la LNH le 18 octobre 2016 contre les Islanders de New York et réalise 21 arrêts sur 23 tirs reçus pour donner la victoire, 3-2, aux Sharks.
À la fin de la saison 2019-2020, il ne reçoit pas de nouveau contrat des Sharks et devient agent libre, le 9 octobre 2020. Quelques jours plus tard, le 13 octobre, il signe un contrat de 1 an avec les Maple Leafs de Toronto. Il ne dispute toutefois aucun match avec Toronto et son nom est soumis au ballottage, le 17 janvier 2021. Il est réclamé, le lendemain, par les Devils du New Jersey.

## Statistiques
| Saison    | Équipe                       | Ligue |    | Saison régulière | Saison régulière | Saison régulière | Saison régulière | Saison régulière | Saison régulière | Saison régulière | Saison régulière | Saison régulière | Saison régulière |    | Séries éliminatoires | Séries éliminatoires | Séries éliminatoires | Séries éliminatoires | Séries éliminatoires | Séries éliminatoires | Séries éliminatoires | Séries éliminatoires | Séries éliminatoires |
| Saison    | Équipe                       | Ligue | PJ | V                | D                | Pr/N             | Min              | BC               | Moy              | % Arr            | Bl               | Pun              | PJ               | V  | D                    | Min                  | BC                   | Moy                  | % Arr                | Bl                   | Pun                  |                      |                      |
| 2007-2008 | Canucks de Calgary           | AJHL  | 23 | 5                | 11               | 2                | 1 245            | 65               | 3,13             | 89,1             | 0                | 2                | -                | -  | -                    | -                    | -                    | -                    | -                    | -                    | -                    |                      |                      |
| 2008-2009 | Canucks de Calgary           | AJHL  | 51 | 25               | 17               | 8                | 2 986            | 126              | 2,53             | 92,3             | 3                | 10               | 4                | 1  | 3                    | 253                  | 13                   | 3,08                 | 91,3                 | 0                    | 0                    |                      |                      |
| 2009-2010 | Université du Dakota du Nord | WCHA  | 5  | 1                | 3                | 1                | 199              | 6                | 1,81             | 89,7             | 1                | 0                | -                | -  | -                    | -                    | -                    | -                    | -                    | -                    | -                    |                      |                      |
| 2010-2011 | Université du Dakota du Nord | WCHA  | 40 | 30               | 7                | 2                | 2 349            | 70               | 1,79             | 92,4             | 6                | 0                | -                | -  | -                    | -                    | -                    | -                    | -                    | -                    | -                    |                      |                      |
| 2011-2012 | Université du Dakota du Nord | WCHA  | 33 | 18               | 10               | 2                | 1 799            | 80               | 2,67             | 90               | 2                | 2                | -                | -  | -                    | -                    | -                    | -                    | -                    | -                    | -                    |                      |                      |
| 2012-2013 | Americans d'Allen            | LCH   | 44 | 22               | 11               | 6                | 2 344            | 90               | 2,30             | 91,6             | 3                | 19               | 19               | 12 | 7                    | 1097                 | 45                   | 2,46                 | 91,5                 | 1                    | 0                    |                      |                      |
| 2013-2014 | Grizzlies de l'Utah          | ECHL  | 29 | 19               | 7                | 3                | 1 735            | 62               | 2,14             | 92               | 2                | 6                | 3                | 1  | 1                    | 188                  | 6                    | 1,92                 | 93,2                 | 0                    | 2                    |                      |                      |
| 2013-2014 | Heat d'Abbotsford            | LAH   | 6  | 1                | 2                | 0                | 262              | 10               | 2,29             | 92,2             | 0                | 0                | -                | -  | -                    | -                    | -                    | -                    | -                    | -                    | -                    |                      |                      |
| 2014-2015 | Americans d'Allen            | ECHL  | 12 | 8                | 1                | 2                | 676              | 32               | 2,84             | 90,2             | 1                | 2                | -                | -  | -                    | -                    | -                    | -                    | -                    | -                    | -                    |                      |                      |
| 2014-2015 | Sharks de Worcester          | LAH   | 26 | 15               | 8                | 2                | 1 544            | 53               | 2,06             | 92,7             | 4                | 4                | 3                | 0  | 3                    | 149                  | 12                   | 4,83                 | 85,7                 | 0                    | 0                    |                      |                      |
| 2015-2016 | Barracuda de San José        | LAH   | 40 | 17               | 16               | 6                | 2 281            | 92               | 2,42             | 92,2             | 4                | 2                | 4                | 1  | 3                    | 231                  | 10                   | 2.59                 | 93,2                 | 0                    | 0                    |                      |                      |
| 2016-2017 | Sharks de San José           | LNH   | 20 | 11               | 6                | 1                | 1 115            | 37               | 2,00             | 93,1             | 1                | 0                | -                | -  | -                    | -                    | -                    | -                    | -                    | -                    | -                    |                      |                      |
| 2017-2018 | Sharks de San José           | LNH   | 29 | 15               | 5                | 4                | 1 523            | 67               | 2,64             | 91,4             | 2                | 0                | 2                | 0  | 0                    | 47                   | 2                    | 2,55                 | 92,9                 | 0                    | 0                    |                      |                      |
| 2018-2019 | Sharks de San José           | LNH   | 25 | 10               | 8                | 4                | 1 323            | 70               | 3,17             | 88,6             | 2                | 0                | 2                | 0  | 1                    | 90                   | 5                    | 3,33                 | 86,1                 | 0                    | 0                    |                      |                      |
| 2019-2020 | Sharks de San José           | LNH   | 33 | 12               | 15               | 3                | 1 834            | 92               | 3,01             | 90,7             | 0                | 0                | -                | -  | -                    | -                    | -                    | -                    | -                    | -                    | -                    |                      |                      |
| 2020-2021 | Devils du New Jersey         | LNH   | 7  | 1                | 5                | 0                | 319              | 22               | 4,14             | 85,7             | 0                | 0                | -                | -  | -                    | -                    | -                    | -                    | -                    | -                    | -                    |                      |                      |
| 2020-2021 | Devils de Binghamton         | LAH   | 1  | 0                | 0                | 1                | 65               | 5                | 4,62             | 83,9             | 0                | 0                | -                | -  | -                    | -                    | -                    | -                    | -                    | -                    | -                    |                      |                      |
| 2021-2022 | Sabres de Buffalo            | LNH   | 12 | 1                | 8                | 1                | 565              | 38               | 4,03             | 89,3             | 0                | 2                | -                | -  | -                    | -                    | -                    | -                    | -                    | -                    | -                    |                      |                      |
| 2021-2022 | Americans de Rochester       | LAH   | 22 | 12               | 7                | 1                | 1 259            | 61               | 2,91             | 90,9             | 0                | 0                | 10               | 5  | 5                    | 626                  | 37                   | 3,54                 | 88,3                 | 0                    | 0                    |                      |                      |
| 2022-2023 | Sharks de San José           | LNH   | 4  | 0                | 3                | 0                | 199              | 9                | 2,71             | 91,3             | 0                | 0                | -                | -  | -                    | -                    | -                    | -                    | -                    | -                    | -                    |                      |                      |
| 2022-2023 | Barracuda de San José        | LAH   | 38 | 15               | 17               | 4                | 2 067            | 108              | 3,14             | 89,8             | 2                | 16               | -                | -  | -                    | -                    | -                    | -                    | -                    | -                    | -                    |                      |                      |

## Trophées et honneurs personnels
- 2008-2009 : nommé dans l'équipe d'étoiles de l'association Sud de l'AJHL.
- 2010-2011 :
  - nommé dans la première équipe d'étoiles de la WCHA ;
  - nommé dans la deuxième équipe d'étoiles de la région Ouest de la NCAA.
- 2012-2013 :
  - nommé dans l'équipe d'étoiles de la LCH ;
  - nommé dans l'équipe des recrues de la LCH ;
  - nommé meilleur gardien de but de la LCH ;
  - champion de la coupe du président Ray-Miron avec les Americans d'Allen.